# Myrmarachne russellsmithi
Myrmarachne russellsmithi là một loài nhện trong họ Salticidae.
Loài này thuộc chi Myrmarachne. Myrmarachne russellsmithi được Fred R. Wanless miêu tả năm 1978.